# Lyssomanes hieroglyphicus
Lyssomanes hieroglyphicus là một loài nhện trong họ Salticidae.
Loài này thuộc chi Lyssomanes. Lyssomanes hieroglyphicus được Cândido Firmino de Mello-Leitão miêu tả năm 1944.